# Réaction anaplérotique
En biochimie, une réaction anaplérotique qualifie une réaction chimique qui produit un métabolite, c'est-à-dire une espèce chimique intermédiaire d'une voie métabolique.
De telles réactions sont notamment à l'œuvre autour du cycle de Krebs, dont certains métabolites sont utilisés par diverses voies métaboliques comme substrats : l'anaplérose consiste à rétablir la concentration de ces métabolites au sein du milieu mitochondrial afin qu'elle demeure constante et n'interrompe pas le cycle de Krebs malgré la consommation de ses métabolites par différentes biosynthèses ; il s'agit d'un élément essentiel de l'homéostasie cellulaire.
Il existe quatre réactions anaplérotiques majeures, la conversion du pyruvate en oxaloacétate étant la plus importante du point de vue physiologique :
| Substrat                    | Produit         | Réaction                                                     | Remarques |
| Pyruvate                    | Oxaloacétate    | Pyruvate + HCO3− + ATP → Oxaloacétate + ADP + Pi             | Cette réaction est catalysée par la pyruvate carboxylase (EC 6.4.1.1), une enzyme activée par l'acétyl-CoA, indicateur d'un manque en oxaloacétate. On la trouve dans les mitochondries animales. Le pyruvate peut également être converti en L-malate de façon semblable. |
| Aspartate                   | Oxaloacétate    | Aspartate + α-cétoglutarate → Oxaloacétate + Glutamate       | Cette réaction est catalysée par l'aspartate transaminase (EC 2.6.1.1). |
| Glutamate                   | α-cétoglutarate | Glutamate + NAD+ + H2O → NH4+ + α-cétoglutarate + NADH + H+. | Cette réaction est catalysée par la glutamate déshydrogénase (EC 1.4.1.2). |
| β-oxydation des acides gras | Succinyl-CoA    | Méthylmalonyl-CoA → Succinyl-CoA                             | Cette réaction est catalysée par la méthylmalonyl-CoA mutase (EC 5.4.99.2) lors de l'oxydation d'un acide gras à nombre impair d'atomes de carbone. |

Dans le cytosol, du malate est produit par la phosphoénolpyruvate carboxylase (EC 4.1.1.31) et la malate déshydrogénase cytoplasmique (EC 1.1.1.37). Dans la matrice mitochondriale, ce malate peut être utilisé pour produire du pyruvate à l'aide de la malate déshydrogénase mitochondriale (EC 1.1.1.39) puis de l'oxaloacétate par la pyruvate carboxylase (EC 6.4.1.1) comme indiqué dans le tableau ci-dessus, ces deux derniers composés participant au cycle de Krebs.